# طوابع البريد والتاريخ البريدي لمدغشقر
مسح للطوابع البريدية والتاريخ البريدي لمدغشقر المعروفة أيضاً باسم ملاغاسي.
مدغشقر هي دولة جزيرة في المحيط الهندي قبالة الساحل الجنوبي الشرقي لأفريقيا. حيث أن الجزيرة الرئيسية والتي تسمى أيضاً مدغشقر هي رابع أكبر جزيرة في العالم.

## الطوابع الأولى
كانت الطوابع الأولى المستخدمة في مدغشقر إصدارات عامة للمستعمرات الفرنسية. طبعت قيم وجهية جديدة على الإصدارات العامة الاستعمارية الفرنسية في عام 1889.

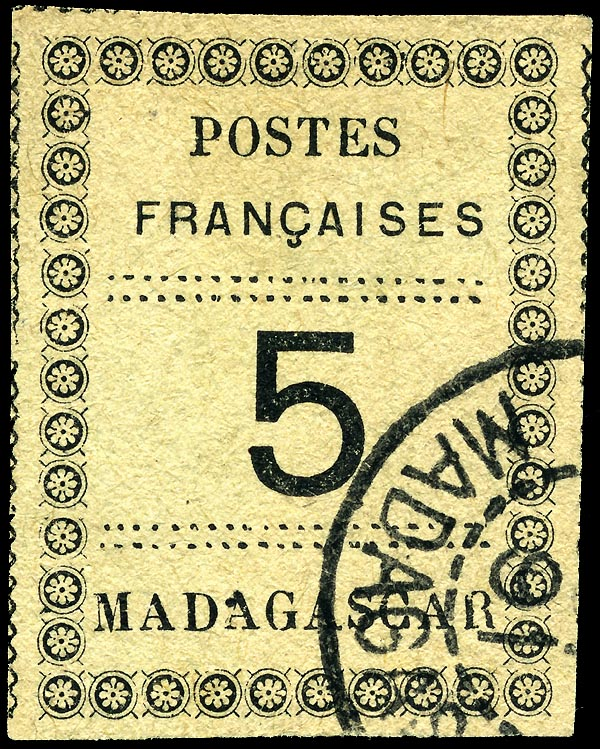
إصدار 1891

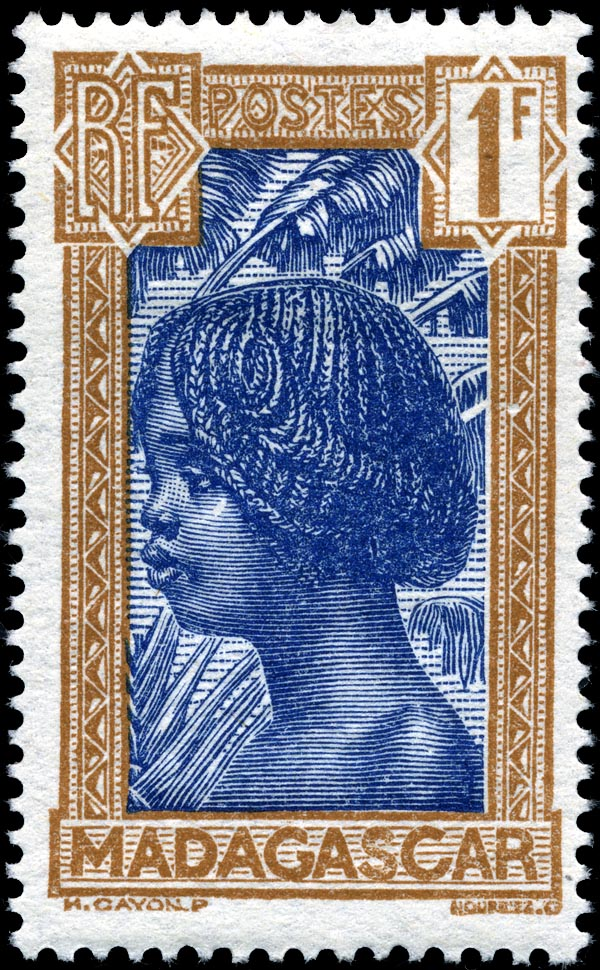
طابع بريدي من مدغشقر يعود لعام 1930

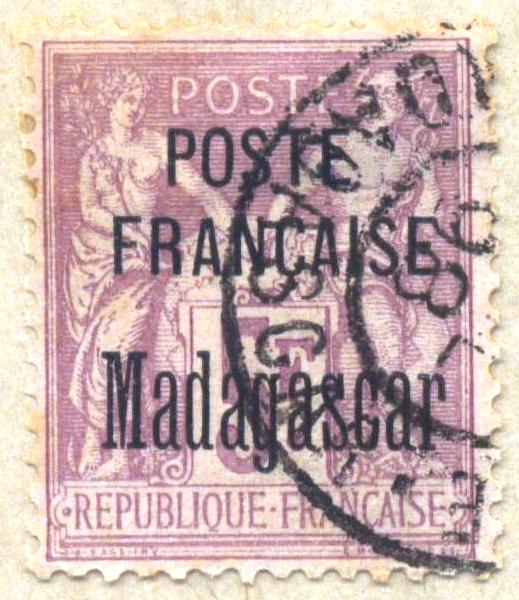
طابع بريدي فرنسي مطبوع للاستخدام في مدغشقر 1895

طبع الإصدار لعام 1891 محليًا على أوراق مكونة من 10 طوابع. كان التحضير اليدوي للقالب يعني أن كل واحد من المواضع العشرة له سماته المميزة. وتتعلق الاختلافات عادةً بعدد النقاط في الصفين أعلى وأسفل القيمة. كما يساعد العد السريع للنقاط في الزوجين من الصفوف على تمييز النوع بالإضافة إلى الإشارة إلى التزوير.
صدرت المجموعة الأولى من التعريفات في عام 1896. ومن عام 1912 إلى عام 1950 استخدمت طوابع مدغشقر أيضاً في جزر القمر.

## الاستقلال
أُعلنت جمهورية مدغشقر في 14 أكتوبر 1958 كدولة مستقلة داخل المجتمع الفرنسي وحصلت على استقلالها الكامل في 26 يونيو 1960. صدرت الطوابع الأولى للجمهورية في ديسمبر 1958. الباوسيترا الملغاشية هو مزود الخدمة البريدية. أعيد تسمية البلاد إلى جمهورية مدغشقر الديمقراطية في عام 1975.

## إصدارات نوسي بي

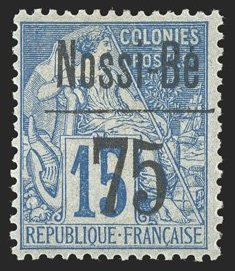
إصدار عام استعماري فرنسي مطبوع باسم نوسي بي عام 1893

نوسي بي هي جزيرة تقع قبالة الساحل الغربي لمدغشقر والتي أصبحت مستعمرة فرنسية في عام 1841. أصدرت الطوابع لنوسي بي من عام 1889 إلى عام 1894.

## إصدارات سانت ماري دي مدغشقر
جزيرة سانت ماري في مدغشقر هي جزيرة قبالة الساحل الشرقي لمدغشقر تنازلوا عنها للفرنسيين في عام 1750. أصدرت الطوابع البريدية لسانت ماري في مدغشقر في عام 1894.

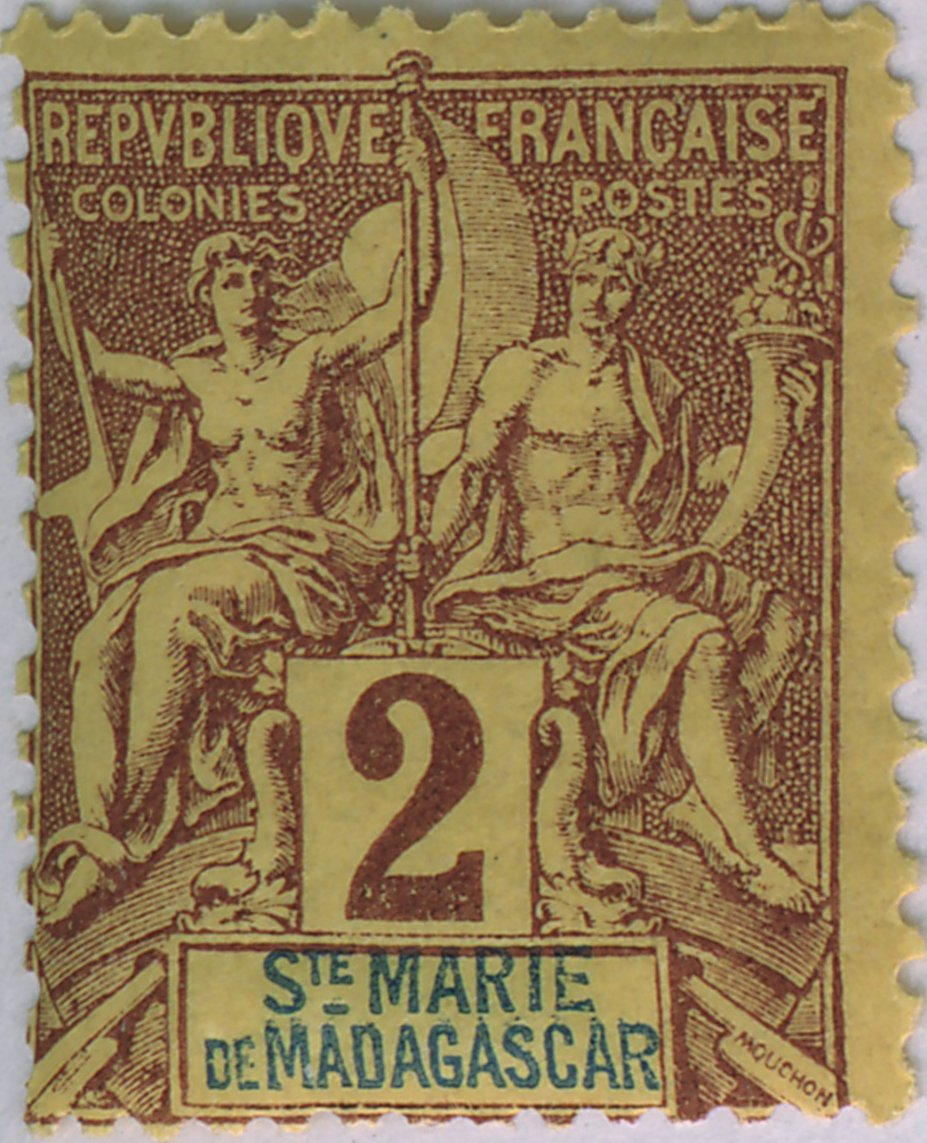
طابع بريدي يعود تاريخه إلى عام 1894 لسانت ماري في مدغشقر

## إصدارات دييغو سواريز
أصدرت مدينة دييغو سواريز وهي مدينة تقع في الطرف الشمالي من مدغشقر في مقاطعة أنتسيرانانا طوابع بريدية خاصة بها من عام 1890 إلى عام 1894.

## البريد البريطاني
نظمت المصالح البريطانية في مدغشقر موقعين مختلفين في الجزيرة.
قام المقيمين البريطانيين بتنظيم خدمة النقل السريع بين تاناناريف ومكتب البريد الفرنسي في تاماتاف قبل عام 1884. وقد أضاف نائب القنصل البريطاني الطابع الرسمي عليه في عام 1884. واستخدمت الطوابع المنتجة محليًا بين عامي 1884 و1897 وبعد ذلك أوقفت الطوابع ولكن استمرت الخدمة بالعلامات المطبوعة يدويًا.

أثناء حرب الاحتلال الفرنسية قام البريطانيون بتشغيل خدمة بريدية داخلية باستخدام طوابع خاصة بين يناير وسبتمبر 1895. حيث لم تكن هذه خدمة رسمية لمكتب البريد البريطاني.

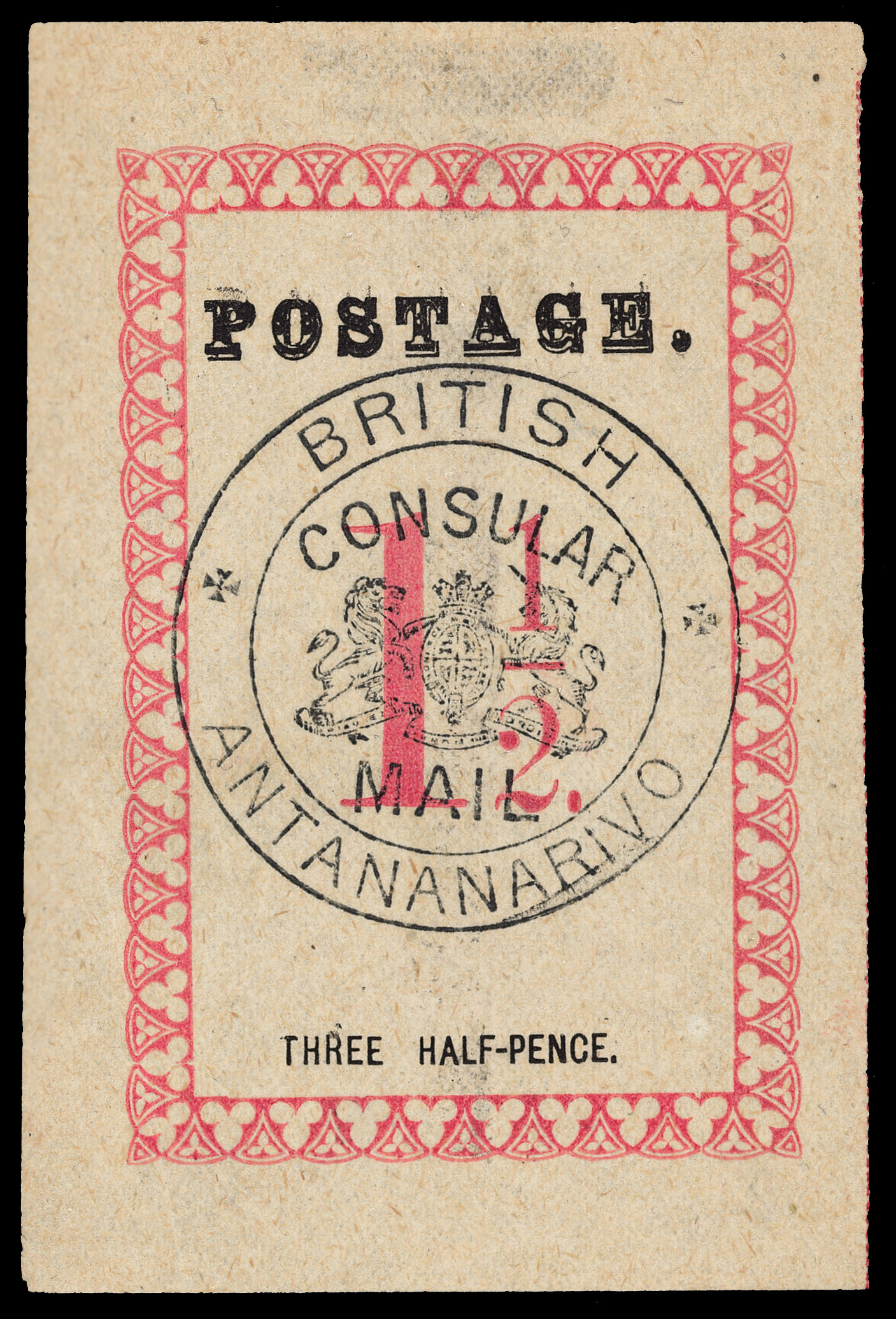
طابع بريدي للبريد البريطاني السابق في مدغشقر مدعوم من نائب القنصل البريطاني
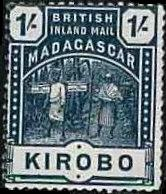
طوابع من خدمة البريد الداخلي البريطانية لعام 1895

## قراءة إضافية
- "مدغشقر المبكرة" بقلم جافين هـ. فراير في مجلة The London Philatelist ، مارس-يونيو، 1977.

## روابط خارجية
- http://www.stampdomain.com/country/madagascar/index.shtml
- http://catalogue.klaseboer.com/vol1/html/madag.htm